# Лещинский, Владимир Михайлович
Лещинский Владимир Михайлович (17 сентября 1887 — 9 сентября 1919, Нижний Новгород) — выпускник Нижегородского кадетского корпуса, Николаевского инженерного училища и Офицерской электротехнической школы. После военного училища служил в 5-м Сибирском саперном батальоне подполковника И. А. Леонтьева в далеком Иркутске в одной из радиорот. Участник Первой мировой войны. Инициатор создания и первый руководитель Нижегородской радиолаборатории. Штабс-капитан, награжден орденами Российской империи: Анны 3 степени, Станислава 2 степени и Анны 2 степени с мечами и бантом.
26 мая 1915 года назначен начальником Тверской приемной радиостанции международных сношений. Организовал при ней лабораторию для первого в России производства пустотных электронных ламп.
Один из членов-учредителей, организованного в марте 1918 года в Петрограде, Российского общества радиоинженеров (РОРИ). Активный пропагандист радиосвязи, читал публичные лекции. Автор двух печатных работ, одна из которых «О сущности беспроволочного телеграфа» (1918).
7 июля 1918 года подал развернутый рапорт в Народный Комиссариат почт и телеграфов в котором обосновал необходимость активного развития радиотелеграфа и отечественного радиотехнического производства в Советской России, а также, полезность организации специальной научно-исследовательской радиотехнической лаборатории в одном из внутренних городов страны, удаленном от районов охваченных Гражданской войной.
В октябре 1918 года под его руководством было начато перебазирование тверской лаборатории в Нижний Новгород и оборудование первой в России научной Нижегородской лаборатории, которая была основана 2 декабря 1918 года. Лещинский стал её первым начальником (управляющим). Техническим руководителем (ученым-иненером) стал его сподвижник М. А. Бонч-Бруевич.
Его здоровье в течение 1919 года ухудшалось. На 1 октября была назначена плановая операция. Но 28 сентября Лещинский поднялся на крышу лаборатории для осмотра мачты. При этом потребовалось пройти согнувшись через чердак. Это резко обострило болезнь и привело к срочной госпитализации. Умер утром 30 сентября 1919 года от последствий старой боевой раны, нанесённой за 15 лет до смерти, после операции диафрагменной грыжи, осложнённой прободением желудка и перитонитом.
Погребен в Нижнем Новгороде на кладбище Печорского монастыря, в 1965 году перезахоронен на кладбище «Марьина Роща».
Решением Народного Комиссариата почт и телеграфов вдове и сыновьям В. М. Лещинского назначена пенсия и предоставлена квартира. Именем Лещинского названа открывшаяся 27 декабря 1924 года при Нижегородской радиолаборатории им. В. И. Ленина радиовещательная станция.